# Anoplognathus rubiginosus
Anoplognathus rubiginosus är en skalbaggsart som beskrevs av Macleay 1873. Anoplognathus rubiginosus ingår i släktet Anoplognathus och familjen Rutelidae. Inga underarter finns listade i Catalogue of Life.